# تيغ روك
تيغ روك (Teague Rook) ممثل أسترالي شارك في مسلسل تلفزيوني أسترالي موجه للأطفال يدعى الشمس الفضية.

## روابط خارجية
- تيغ روك على موقع IMDb (الإنجليزية)
- تيغ روك على موقع قاعدة بيانات الفيلم (الإنجليزية)